# Charles Hamilton (Schriftsteller)

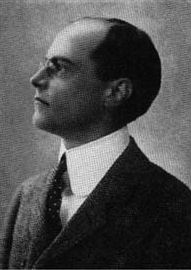
Charles Hamilton

Charles Harold St. John Hamilton  (* 8. August 1876
in Ealing bei London; † 24. Dezember 1961) war ein englischer Kinderbuchautor.

## Leben
Hamilton steht im Guinness-Buch der Rekorde als produktivster Schriftsteller mit einem Werkumfang von geschätzten 72 bis 75 Millionen Wörtern. Er benutzte über 20 Pseudonyme. Eine seiner bekanntesten Figuren ist Billy Bunter, die er unter dem Namen Frank Richards veröffentlichte.

## Werke
- Billy Bunter of Greyfriars School 1947
- Billy Bunter's Banknote 1948
- Billy Bunter's Barring Out 1948
- Billy Bunter in Brazil 1949
- Billy Bunter's Christmas Party 1949
- Bessie Bunter of Cliff House School 1949
- Billy Bunter's Benefit 1950
- Billy Bunter Among the Cannibals 1950
- Billy Bunter's Postal Order 1951
- Billy Bunter Butts In 1951
- Billy Bunter and the Blue Mauritius 1952
- Billy Bunter's Beanfeast 1952
- Billy Bunter's Brainwave 1953
- Billy Bunter's First Case 1953
- Billy Bunter the Bold 1954
- Bunter Does His Best 1954
- Billy Bunter's Double 1955
- Backing Up Billy Bunter 1955
- Lord Billy Bunter 1956
- The Banishing of Billy Bunter 1956
- Billy Bunter's Bolt 1957
- Billy Bunter Afloat 1957
- Billy Bunter's Bargain 1958
- Billy Bunter the Hiker 1958
- Bunter Out of Bounds 1959
- Bunter Comes for Christmas 1959
- Bunter the Bad Lad 1960
- Bunter Keeps it Dark 1960
- Billy Bunter's Treasure Hunt 1961
- Billy Bunter at Butlin’s 1961
- Bunter the Ventriloquist 1961
- Bunter the Caravanner 1962
- Billy Bunter's Bodyguard 1962
- Big Chief Bunter 1963
- Just Like Bunter 1963
- Bunter the Stowaway 1964
- Thanks to Bunter 1964
- Bunter the Sportsman 1965
- Bunter's Last Fling 1965